# Hofbrunnwerkkanal
Der Hofbrunnwerkkanal ist ein Kanal, der das Hofbrunnwerk am Nordrand des Münchner Hofgartens mit Wasser zum Antrieb seiner Turbinen versorgt. Der Kanal gehört zu dem System der Münchner Stadtbäche.

## Verlauf
Der Hofbrunnwerkkanal ist etwa 410 m lang, 1,17 m breit und 0,58 m tief. Er führt eine durchschnittliche Wassermenge von 600 l/s und hat ein Gefälle von etwa 1,2 %.
Der Kanal wird vor der Mitte des Nordflügels der Residenz unterirdisch von dem Westlichen Stadtgrabenbach abgezweigt, läuft weiter unterirdisch zunächst schräg durch den Hofgarten bis zu dessen Nordostecke und dann nach Osten zum Hofbrunnwerk. 
Nach dem Antrieb der Turbinen fließt das Wasser weiter unterirdisch Richtung Nordosten unter der Harmloswiese hindurch und zwischen Prinz-Carl-Palais und Köglmühlbach zu der Fußgängerunterführung unter dem Altstadtring. Dort fließt es in einem mit Gitterrosten abgedeckten Trog und mündet unterhalb eines Wasserfalls am Beginn des Englischen Gartens in den dort beginnenden Schwabinger Bach.

## Geschichte
Bereits für das erste Hofbrunnwerk, das 1562 errichtet wurde, war ein Kanal angelegt worden, der vermutlich vom Westlichen Stadtgrabenbach abzweigte. Der Kanal mit dem heutigen Verlauf wurde etwa 1845 angelegt, als das alte Brunnwerk an der Residenz abgerissen und neben dem Hofbrunnwerk neu aufgebaut wurde. 
1968 wurde der Hofbrunnwerkkanal aufgelassen, da er dem Bau des Altstadtrings im Wege stand, und das Hofbrunnwerk wurde stillgelegt. Im Rahmen des Umbaus des alten Armeemuseums zur Staatskanzlei, bei dem der Köglmühlbach neben seinem ursprünglichen Bett neu angelegt wurde, wurden 1991 auch der Hofbrunnwerkkanal und das Hofbrunnwerk wieder in Betrieb genommen.